# Euxoa aquilina
Euxoa aquilina là một loài bướm đêm thuộc họ Noctuidae. Nó được tìm thấy ở the vùng Địa Trung Hải ở châu Âu, Bắc Phi, Cận Đông và Trung Đông.
Con trưởng thành bay từ tháng 5 đến tháng 10. Có một lứa một năm.

## Phụ loài
- Euxoa aquilina aquilina
- Euxoa aquilina falleri (Corse, Sardegna)

## Hình ảnh

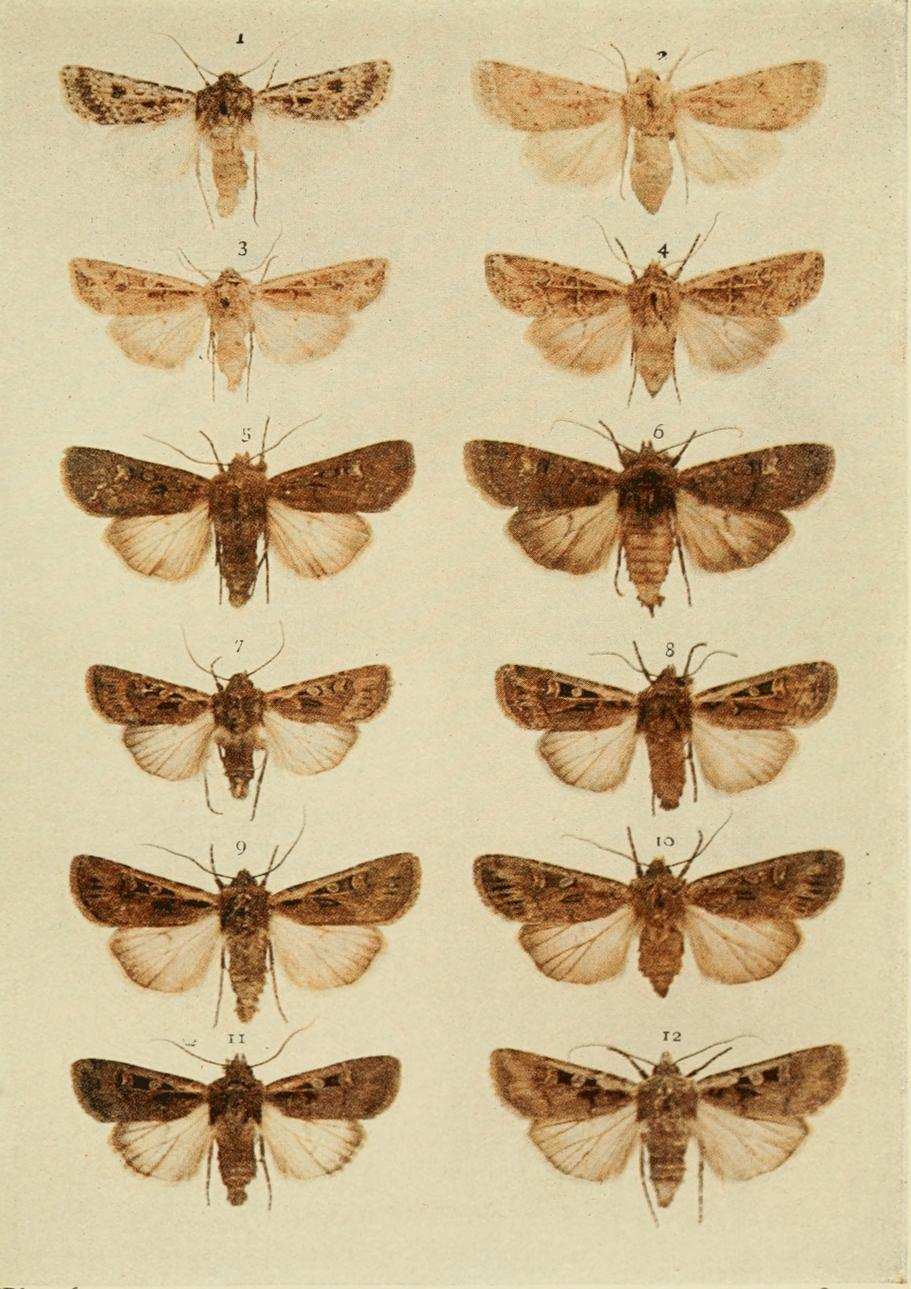